# Margarornis rubiginosus
El subepalo rojizo o pijuí rojizo (Margarornis rubiginosus), es una especie de ave paseriforme de la familia Furnariidae perteneciente al género Margarornis. Es nativa del sureste de Centroamérica.

## Distribución y hábitat
Esta especie es endémica de las cordilleras de Costa Rica y el centro oeste de Panamá.
El subepalo rojizo se encuentra en los bosques húmedos de montaña, en sus bordes y claros, en altitudes entre 1200 y 3000 m.

## Descripción
Mide entre 14 y 16 cm de longitud y pesa entre 17 y 24 g. Tiene la apariencia de un pequeño trepatroncos de pico corto aunque su cola no es rígida como la de estos. El plumaje de sus partes superiores es castaño rojizo y las partes inferiores son de color canela. Tiene la garganta y la lista superciliar blancas. Los individuos inmaduros son casi idénticos a los adultos.

## Comportamiento
Se alimenta de grandes insectos y arañas, además de sus larvas y huevos. Busca a sus presas entre el musgo, la hojarasca y las plantas epifitas.
Trepa por las ramas y los troncos, aunque usa su cola como soporte menos que los trepatroncos. Suele ser visto solo, en parejas, o formando parte de bandadas mixtas.
Construye grandes nidos ovalados cerrados, en las ramas gruesas de las copas de los árboles, a unos 25 metros de altura. Camufla sus nidos con musgo y plantas epifitas y la entrada está en la parte inferior.

## Sistemática

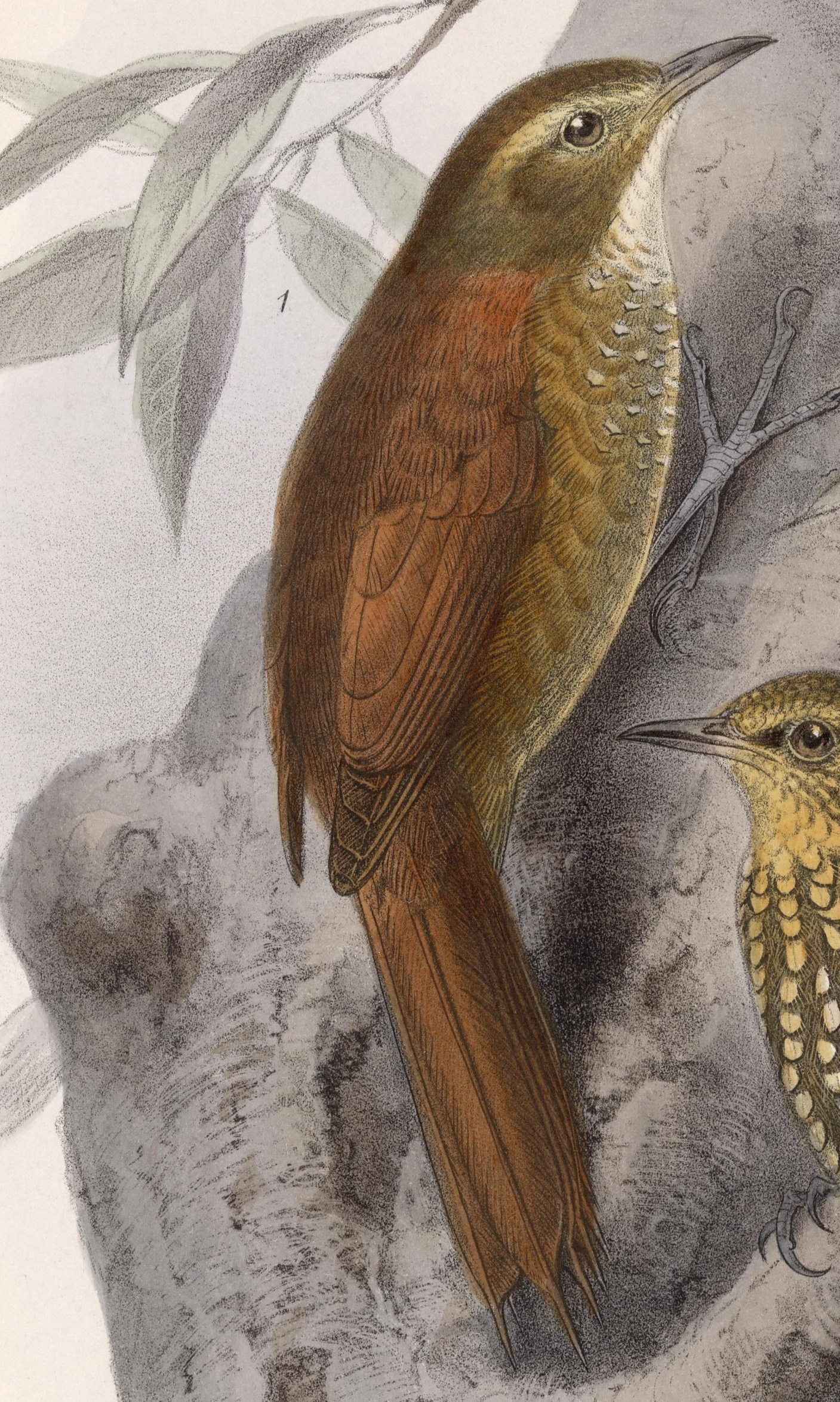
Margarornis rubiginosus, ilustración de Keulemans para Biologia Centrali-Americana, 1902.

### Descripción original
La especie M. rubiginosus fue descrita por primera vez por el ornitólogo estadounidense George Newbold Lawrence en 1865 bajo el nombre científico Margarornis rubiginosa; su localidad tipo es: «San José, Costa Rica».

### Etimología
El nombre genérico masculino «Margarornis» deriva del griego «margaron»: perla y «ornis, ornithos»: pájaro, ave, significando «pájaro perlado»; y el nombre de la especie «rubiginosus», proviene del latín: herrumbroso, oxidado.

### Taxonomía
Los análisis genéticos recientes sugieren que la presente especie está hermanada con todos los otros miembros de su género.

### Subespecies
Según las clasificaciones del Congreso Ornitológico Internacional (IOC) y Clements Checklist v.2018, se reconocen dos subespecies, con su correspondiente distribución geográfica:
- Margarornis rubiginosus rubiginosus Lawrence, 1865 – montañas de Costa Rica (hacia el sur desde la cordillera de Guanacaste) y oeste de Panamá (oeste de Chiriquí).
- Margarornis rubiginosus boultoni Griscom, 1924 – montañas del centro de Panamá (este de Chiriquí, Veraguas).